# Acrecimiento

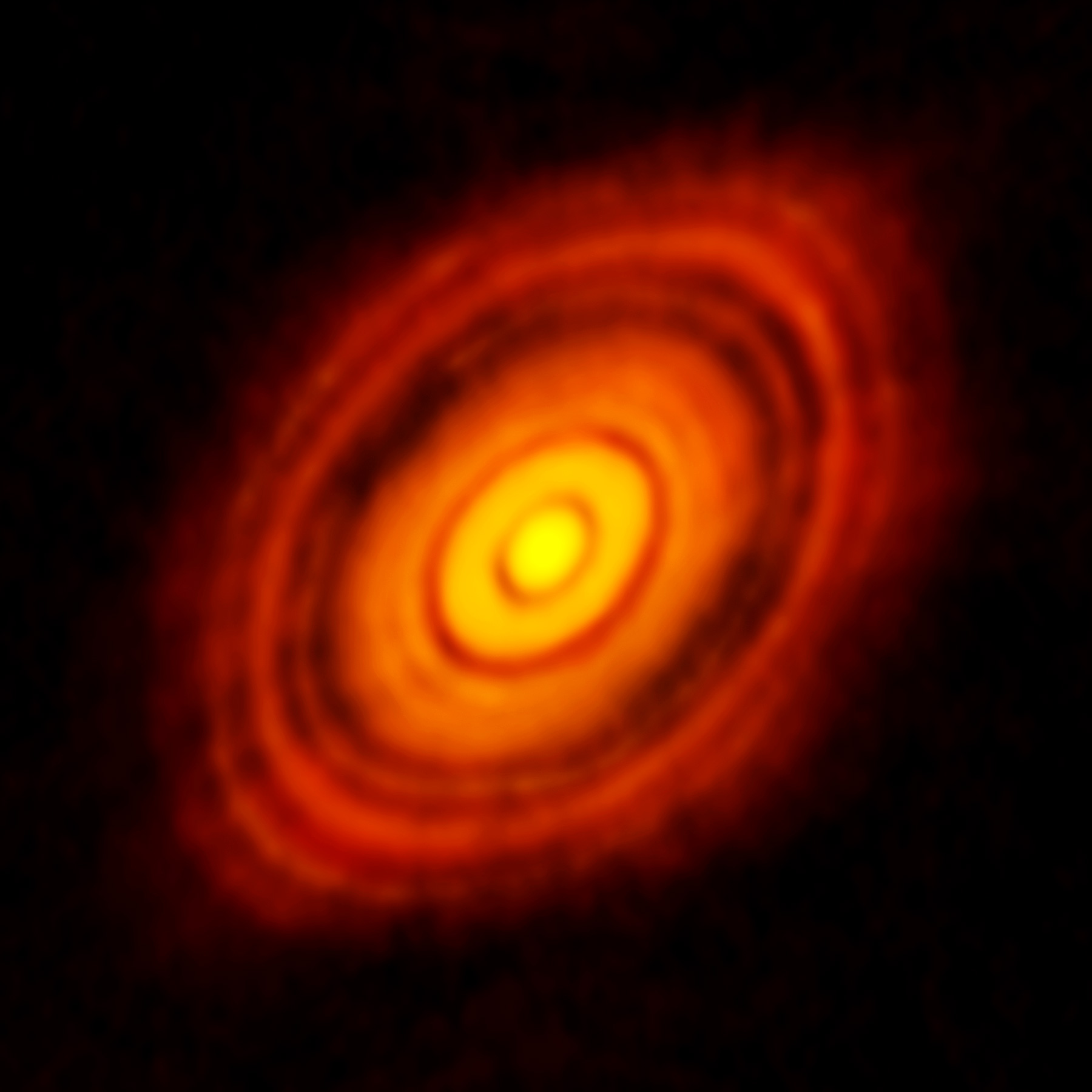
Imagen de ALMA, acerca de un disco protoplanetario en HL Tauri.

Impresión artística de un sistema estelar con un disco de acreción que circunda a un agujero negro.

El Acrecimiento es un término que se utiliza para nombrar el crecimiento de un cuerpo por agregación de cuerpos menores. La RAE admite la palabra acreción como sinónima de la anterior, más usada que ella en los textos de geología. Se utiliza principalmente en el área de astronomía y astrofísica para explicar fenómenos como los discos circunestelares o discos de acreción, que pueden pertenecer tantos a planetas terrestres, como estrellas o cuerpos estelares. La teoría de la acreción planetaria fue propuesta por el geofísico ruso Otto Schmidt en 1944. 
Actualmente la teoría explica como las estrellas, los planetas y ciertos satélites se formaron a partir de una nebulosa. Que los planetesimales se formaran por acreción de partículas formadas por condensación o, más exactamente, sublimación inversa es menos aceptado.

## Otros usos
Se usa también en tectónica de placas para referirse al crecimiento de las masas continentales por adición de terrenos (véase el concepto geológico de acreción).